# Conjunto Histórico do Palácio de Potala em Lassa
O Conjunto Histórico do Palácio de Potala em Lassa é um sítio classificado pela UNESCO como Património da Humanidade em 1994, com extensões em 2000 e 2001.
Inclui os palácios dos Dalai Lamas em Lassa, no Tibete. São eles:
- Palácio de Potala
- Norbulingka